# هوخ‌کارسپل
هوخ‌کارسپل (به هلندی: Hoogkarspel) یک منطقهٔ مسکونی در هلند است که در Drechterland واقع شده‌است. هوخ‌کارسپل ۷٫۹۳۲ نفر جمعیت دارد.